# Norman Tebbit
Pour les articles homonymes, voir Tebbit.
Norman Beresford Tebbit, baron Tebbit, né à Ponders End (Middlesex, Angleterre) le 29 mars 1931 et mort le 7 juillet 2025 à Bury St Edmunds (Suffolk, Angleterre), est un homme politique conservateur britannique.

## Biographie
En octobre 1984, Norman Tebbit est blessé dans l’attentat à la bombe de Brighton intenté contre le Premier ministre Margaret Thatcher. Sa femme Margaret en ressort blessée à vie, contrainte de rester en fauteuil roulant (elle meurt en 2020),. Il quitte le cabinet après les élections générales britanniques de 1987 pour s'occuper de son épouse. Il a pensé se présenter à la direction des Conservateurs après la démission de Margaret Thatcher en 1990, mais a renoncé pour respecter la promesse faite à son épouse de se retirer de la bataille politique.
En tant que secrétaire d'État au Commerce et à l’Industrie en 1984, il est directement concerné par la grève des mineurs de 1984-1985.
Le 6 juillet 1992, il est créé pair à vie dans la pairie du Royaume-Uni en tant que baron Tebbit, de Chingford dans le borough londonien de Waltham Forest, ce qui lui permet de siéger à la Chambre des lords. C'est de la circonscription de Chingford (aujourd'hui Chingford and Woodford Green) que Norman Tebbit est député entre 1974 et 1992.

## Distinctions
- membre de l'Ordre des compagnons d'honneur (31 juillet 1987)